# Лейся, песня
«Ле́йся, пе́сня» — советский вокально-инструментальный ансамбль, выступал на эстраде с 1974 по 1985 год. В разные годы ВИА «Лейся, песня» базировался при Кемеровской и Тульской областных филармониях.
Среди наиболее известных песен: «Прощай», «Песенка про сапожника», «Кто тебе сказал», «Вот увидишь», «Где же ты была», «Обручальное кольцо», «Родная земля», «Я так и знал».

## История
Вокально-инструментальный ансамбль «Лейся, песня» был создан гитаристами Валерием Селезнёвым и Юрием Захаровым в 1974 году в филармонии г. Кемерово на базе существовавшего там же с 1972 по 1974 годы ВИА «Витязи». На общем собрании в филармонии стал вопрос о названии ВИА, предложение бас-гитариста Юрия Захарова дать имя ВИА «Лейся, песня» было принято единогласно.
В году 69-м я познакомился с Валерием Селезневым, это первый руководитель ансамбля «Лейся, песня». Поначалу — как все — играли на танцах, на вечерах, потом мы попали в ансамбль «Серебряные гитары», ну а затем мы с Валерой разъединились: я работал в «Самоцветах», а он — в ансамбле «Витязи». А через некоторое время Валера ко мне пришел и говорит: «Давай какой-нибудь новый коллектив сделаем».Юрий Захаров  — интервью «Радио Дача» от 07.12.2014 г.
Художественное руководство творчеством ансамбля осуществляли: Валерий Селезнёв (1974—1976 гг.), пришедший в ВИА «Витязи» в 1973 году из ансамбля «Самоцветы», Михаила Плоткин (администратор 1974—1975 гг.), Михаил Шуфутинский (1976—1980 гг.), Виталий Кретов (1980—1985 гг.). Солистами ВИА «Лейся, песня» в разные годы были: Владислав Андрианов, работавший с основания коллектива и до 1980 года, исполнивший такие хиты как «По волне моей памяти», «Кто тебе сказал», «Где же ты была», «Вот увидишь» и многие другие. Игорь Иванов, работавший в коллективе в 1974—1975 годах, записал широко известные песни «Прощай», «Песенка про сапожника» и «Ты не забудешь обо мне». Владимир Ефименко осуществлял творческую деятельность в ансамбле с 1977 по 1981 гг., в его исполнении были записаны песни, ставшие популярными в СССР: «Обручальное кольцо», «Родная земля», «Зачем переживаешь», «Есть на севере хороший городок», «Давайте праздновать любовь» и многие другие. Валерий Кипелов, работавший в ансамбле с 1980 по 1985 гг, в его исполнении прозвучала песня «Мама» и многие другие. Николай Расторгуев, работал в коллективе с 1980 по 1985 гг., исполнил и записал песню «Карате» и многие другие.
На протяжении своего существования в период с 1974 по 1984 год ВИА «Лейся, песня» являлся одним из ведущих эстрадных коллективов Советского Союза. Все песни были записаны фирмой «Мелодия» на виниловые пластинки, разошедшиеся по всему СССР тиражом более 3-х миллионов экземпляров. Такие песни, как «Прощай», «Кто тебе сказал», «Родная земля», «Обручальное кольцо», «Где же ты была», «Качается вагон», сразу же становились популярными. Ансамбль был удостоен премии «Ленинского Комсомола Кузбасса» и объявлен победителем II-го Всероссийского конкурса исполнителей советской песни «Сочи-78» с вручением первой премии..
На протяжении всех лет с ансамблем сотрудничали композиторы Вячеслав Добрынин, Давид Тухманов, Тихон Хренников, Серафим Туликов, Евгений Мартынов, Владимир Шаинский, Владимир Матецкий и многие другие.
В сопровождении ансамбля записывались известные исполнители Иосиф Кобзон, Анна Герман, Евгений Мартынов, Яак Йоала, Валентина Толкунова и многие другие.
Ансамбль записывался на телевидении в программах «Служу Советскому Союзу», «А ну-ка, девушки», «Шире круг», «Здоровье» и др.

## Периоды творческой деятельности

#### 1974—1976: «Лейся, песня» под руководством Валерия Селезнёва
В 1974 году Валерий Селезнёв стал художественным руководителем вновь созданного вокально-инструментального ансамбля «Лейся, песня». Спустя некоторое время в коллектив пришёл Михаил Плоткин, который к этому времени уже имел достаточный опыт организации концертов и проведения необходимых мероприятий по развитию и продвижению музыкального коллектива. В наши дни такой руководитель называется продюсером.
Музыканты, принимавшие участие в записи песен и формировании репертуара ВИА «Лейся, песня» в 1974—1975 гг.: Валерий Селезнёв (худрук, гитара, вокал), Юрий Захаров (бас-гитара, вокал), Владислав Андрианов (вокал), Игорь Иванов (вокал), Борис Коршунов (вокал, тромбон), Владимир Заседателев (барабаны), Сергей Киселёв (труба), Владимир Скрябцов (барабаны), Вячеслав Улановский (саксофон).
В 1975 году у ансамбля «Лейся, песня» появился первый хит — песня «Прощай!» (муз. — В. Добрынин, сл. — Л. Дербенёв).. Песня «Прощай!» была исполнена Игорем Ивановым в инструментальном сопровождении ансамбля и издана фирмой «Мелодия» на виниловой пластинке миньон, индекс: Г62-04805-06.. Конверты виниловых пластинок были оформлены издателем в нескольких вариантах, а многомиллионный тираж разошёлся по всему Советскому Союзу. По случаю выхода первой в истории коллектива пластинки, ансамбль получил первую рецензию на оборотной стороне конверта пластинки от Михаила Пляцковского, члена «Союза писателей СССР», поэта-песенника:
…И не сразу приходит популярность. Её нужно заслужить. И прежде всего — работой. Своим искусством…. У ансамбля — ещё всё первое: первый выход в эфир в телепередаче „Служу Советскому Союзу“, первое участие в передачах радиостанции „Юность“, первые десятки писем от благодарных слушателей со словами поддержки и ободрения. Эта пластинка — визитная карточка ансамбля „Лейся, песня“. Она у него — тоже первая. И, наверняка, ребята волнуются сейчас. Хочется пожелать им, чтобы это творческое волнение у них не проходило никогда.Михаил Пляцковский 1975 год..
Песня «Прощай!» закрепилась в репертуаре ансамбля «Лейся, песня». После ухода Игоря Иванова из ВИА «Лейся, песня» в 1975 году, в концертной программе ансамбля в разные годы песню «Прощай!» исполняли Владислав Андрианов (1974—1981 гг.), Владимир Ефименко (1977-1981гг), Борис Платонов (1978—1982 гг.), Николай Расторгуев (1980—1985 гг.), Валерий Кипелов (1980—1985 гг.). В 1978 году режиссёр Георгий (Егор) Щукин и сценарист Александр Бородянский увековечили ставшую популярной песню «Прощай!» в своей кинокомедии «Кот в мешке» (кинокомпания «Мосфильм», Третье творческое объединение).
В 1975 году из коллектива ушли Михаил Плоткин, Игорь Иванов, Владимир Скрябцов, Вячеслав Улановский и Сергей Киселёв. Причина ухода — создание ВИА «Надежда». В коллективе остались Валерий Селезнёв, Юрий Захаров, Владислав Андрианов, Борис Коршунов и Владимир Заседателев.
В 1975 году Валерий Селезнёв пригласил для работы в коллективе Владимира Калмыкова (вокал, труба), Сергея Левиновского (саксофон, гобой), Евгения Поздышева (труба, вокал), Анатолия Куликова (тромбон, вокал), Людмилу Пономарёву (вокал), Сергея Кукушкина (вокал).
В период с 1974 по 1976 гг., вокально-инструментальный ансамбль «Лейся, песня» совместно с советскими поэтами и композиторами исполнил и записал более двадцати песен, включая несколько хитов, сделавших ансамбль узнаваемым. Это песни: «Прощай» — (муз. — В. Добрынин, сл. — Л. Дербенёв); «Песенка про сапожника» (муз. — Д. Тухманов, сл. — В. Харитонов); «Двадцатый век» (муз. — В. Добрынин, сл. — Л. Дербенёв, И. Шаферан); «Кто тебе сказал» (муз. — В. Добрынин, сл. — Л. Дербенёв), а также песню, ставшую символом Великой Победы 1941—1945 гг. «День Победы!» (муз. — Д. Тухманов, сл. — В. Харитонов).

#### 1976—1980: «Лейся, песня» под руководством Михаила Шуфутинского
В 1976 году коллектив возглавил Михаил Шуфутинский, при нём ансамбль прославился, стал лауреатом ряда конкурсов.
В 1977 году в коллективе произошло обновление, ансамбль покинули Левиновский, Поздышев, Куликов, Заседателев, Смыслов, Воронов. Михаил Шуфутинский пригласил в ВИА «Лейся, песня» вокалиста Владимира Ефименко, вокалистку Марину Школьник, барабанщика Максима Капитановского и гитариста Юрия Иванова. Значительная часть репертуара ВИА «Лейся, песня» легла на плечи солистов Владислава Андрианова и Владимира Ефименко.
В 1977 году ВИА «Лейся, песня» с Анной Герман записали песню «Белая черёмуха», которая впоследствии стала популярной в Советском Союзе. Благодаря Анне Герман совместное исполнение песни было показано на ЦТ СССР.
К началу весеннего музыкального сезона 1978 года в коллектив пришёл молодой вокалист из Новосибирска Борис Платонов. Тогда же состав вокально-инструментального ансамбля дополнили такие музыканты, как трубач Виктор Горбунов, тромбонист Анатолий Мешаев и саксофонист-флейтист Валентин Мастиков.
В 1978 году художественный руководитель ВИА «Лейся, песня» Михаил Захарович Шуфутинский переводит коллектив в полном составе в Тульскую областную филармонию, в которой ансамбль «Лейся, песня» проработал до 1982 года. В это время артистами ВИА «Лейся, песня» были впервые исполнены, записаны и выпущены на Всесоюзной фирме «Мелодия» ставшие популярными в СССР более пятидесяти песен, среди них несколько хитов: «Обручальное кольцо» (муз. В. Шаинский — сл. М. Рябинин); «Родная земля» (муз. В. Добрынин — сл. Л. Дербенёв); «Где же ты была» (муз. В. Добрынин — сл. Л. Дербенёв); «Вечер» (муз. В. Добрынин — сл. А. Хайт); «Вот увидишь» (муз. В. Добрынин — сл. И. Шаферан); «Наше лето» — (муз. Б. Рычков — сл. Л. Дербенёв); «Зачем переживаешь» (муз. В. Добрынин — сл. Ю. Бодров); «Давайте праздновать любовь» — (муз. В. Добрынин — сл. И. Шаферан); «Зелёные глаза» — (муз. В. Добрынин — сл. В. Гин); «Около дома» (муз. И. Якушенко — сл. Я. Гальперин); «Я так и знал» (муз. В. Добрынин — сл. М. Рябинин); «Как мы любили» (в народе «Качается вагон») (муз. В. Добрынин — сл. И. Шаферан), которая в 1984 году прозвучала в оригинальном исполнении в 14-м выпуске мультипликационного сериала «Ну, погоди!» — «Дом юного техника» («Союзмультфильм»); «Шире круг» (муз. В. Добрынин — сл. Л. Дербенёв) и многие другие. Песня «Шире круг» была написана специально для музыкальной программы, выходившей на Центральном телевидении СССР — Ольги Молчановой — «ШИРЕ КРУГ».
В 1978 году ВИА «Лейся, песня» под руководством Михаила Шуфутинского за лучшее исполнение патриотической песни «Родная земля» стал лауреатом I-й премии II-го Всероссийского конкурса исполнителей советской песни «Сочи-78». Эта песня впервые прозвучала в финале конкурсной программы вокально-инструментального ансамбля «Лейся, песня». Песня «Родная земля» (музыка В. Добрынина — слова Л. Дербенёва), первыми исполнителями стали Владимир Ефименко (вокал), Владислав Андрианов (вокал), Марина Школьник (вокал), Борис Платонов (вокал), Юрий Захаров (гитара), Владимир Калмыков (труба, вокал), Анатолий Мешаев (тромбон, вокал), Максим Капитановский (ударные инструменты), Юрий Иванов (гитара, вокал), Валентин Мастиков (саксофон-флейта), Виктор Горбунов (труба). Таким образом, вокально-инструментальный ансамбль «Лейся, песня» заслужил всесоюзное признание. Об этом свидетельствует Архивная справка от 30 ноября 2012 года № 0549-ИДК, выданная председателем этого конкурса Народным артистом СССР Иосифом Давыдовичем Кобзоном, дополнительно указавшим, что характеризует, в частности Андрианова Владислава Вадимовича, Горбунова Виктора Владимировича, Захарова Юрия Константиновича, Ефименко Владимира Петровича, Иванова Юрия Валентиновича, Калмыкова Владимира Николаевича, Капитановского Максима Владимировича, Мастикова Валентина Николаевича, Мешаева Анатолия Викторовича, Платонова Бориса Александровича, Школьник Марину Александровну как настоящих профессионалов вокально-инструментального жанра, принимавших самое непосредственное участие в создании репертуара коллектива, ставшего всенародно любимым.
— ВИА „Лейся, песня“ я руководил с 1976 по 1980 год. В этот период ансамбль записал самое большое количество хитов. Коллектив был стабильным. В 1978 году из Тульской филармонии наш коллектив направили на конкурс „Сочи-78“. Перед первым туром у нас возникли сложности с попаданием на конкурс, но нам очень помогли Иосиф Давыдович Кобзон и Ян Абрамович Френкель.Михаил Шуфутинский — худрук ВИА «Лейся, песня» (1976—1980 гг.).
Советская ежедневная общественно-политическая газета «Московский комсомолец» в 1978—1979 годах в рубрике «Звуковая дорожка» публиковала результаты проведённых опросов читателей издания, в которых вокально-инструментальный ансамбль «Лейся, песня» занимал лидирующие позиции.

##### «Золотой» состав ВИА «Лейся, песня» (1976—1980)
Таким образом, художественный руководитель Михаил Шуфутинский собрал коллектив музыкантов-исполнителей, ставший впоследствии «золотым составом» ВИА «Лейся, песня» — Юрий Захаров (гитара, вокал), Владимир Калмыков (труба, вокал), Владислав Андрианов (вокал), Владимир Ефименко (вокал, гитара), Марина Школьник (вокал), Борис Платонов (вокал), Максим Капитановский (ударные инструменты), Юрий Иванов (гитара, вокал), Анатолий Мешаев (тромбон, вокал), Валентин Мастиков (саксофон-флейта), Виктор Горбунов (труба)..

#### 1980—1985: «Лейся, песня» под руководством Виталия Кретова
В 1980 году ансамбль возглавил Виталий Кретов (Кретюк), ранее работавший в ВИА «Самоцветы». В этом году был записан главный и, как вскоре оказалось, последний хит ансамбля — «Обручальное кольцо» (музыка В. Шаинского, слова М. Рябинина) в аранжировке Виталия Кретова, первые исполнители — Владимир Ефименко, Марина Школьник.
— Мы записывали большое количество песен-заставок к различным телепередачам. Особенно памятна мне запись песни „Обручальное кольцо“, впоследствии ставшей неофициальным гимном молодоженов. Летом 1980 года, мы прилетели в Москву с гастролей и сразу поехали на ТЦ Останкино в „Тон-ателье“. Владимир Яковлевич Шаинский уже ждал нас в студии. Глядя на него из студии через стекло аппаратной, мы с Мариной, находясь у микрофона, невольно улыбались. Наверное, поэтому песня получилась лёгкой, воздушной. По-другому и не могло быть, ведь слова поэта Рябинина придавали ей эту лёгкость. Эта песня объединяет поколения, ведь на концертах люди нашего поколения и молодежь поют её вместе с нами.Владимир Ефименко — солист ВИА «Лейся, песня» (1977-1981гг.).
Артисты-исполнители ВИА «Лейся, песня» принимавшие участие в записи песни «Обручальное кольцо» в качестве аккомпанирующего состава — Виталий Кретов, Юрий Захаров, Владимир Ефименко, Владимир Калмыков, Виктор Горбунов, Анатолий Мешаев, Валентин Мастиков, Максим Капитановский.
В 1980 году песня «Обручальное кольцо» (муз. В. Шаинского — сл. М. Рябинина) в исполнении Владимира Ефименко и Марины Школьник солистов ВИА «Лейся, песня» вошла в состав сборника на виниловой пластинке «Для Вас, Женщины!» фирмы «Мелодия» (индекс: С60-15015-16)... В 1982 году она прозвучала в оригинальном исполнении в художественном фильме «Грачи» (режиссёр К. Ершов) и в детском комедийном фильме «4:0 в пользу Танечки» (режиссёр Р. Василевский). В 80-х, 90-х и 2000-х годах песню стали использовать на свадебных торжествах, в том числе в ЗАГСах. Песня стала своеобразным неофициальным гимном молодожёнов.
С приходом Виталия Кретова группа «Лейся, песня» кардинально сменила концертный репертуар и музыкальный стиль в пользу рок-н-ролла, после чего в составе артистов «Лейся, песня» произошли изменения. В конце 1980 года из коллектива ушли солисты Владимир Ефименко и Владислав Андрианов, а также Юрий Захаров (бас-гитара, вокал), Владимир Калмыков (вокал, труба), Анатолий Мешаев (вокал, тромбон), Виктор Горбунов (вокал, труба). В коллектив полным составом пришли музыканты из ВИА «Шестеро молодых»: Николай Расторгуев (вокал), Валерий Кипелов (вокал), Юрий Рыманов (гитара), Борис Мирмов (тромбон), Виталий Ванчугов (саксофон), Дмитрий Закон (клавишные), Александр Акинин (ударные), Александр Гольдин (труба) и звукорежиссёр Александр Кальянов. Из «золотого» состава Михаила Шуфутинского остались Валентин Мастиков (флейта), Максим Капитановский (барабаны), Борис Платонов (вокал) и Марина Школьник (вокал). Солистами группы «Лейся, песня» стали Николай Расторгуев и Валерий Кипелов.
В 1980 году Всесоюзная фирма грампластинок «Мелодия» повторно выпустила диск-гигант, изданный в 1979 году, с песнями, записанными артистами «золотого» состава вокально-инструментального ансамбля «Лейся, песня» худрука Михаила Шуфутинского. Отличительная особенность этого тиража заключается в графическом исполнении дизайна конверта пластинки, ориентированного на экспорт. «Шире круг ЛЕЙСЯ, ПЕСНЯ Вокально-инструментальный ансамбль» — «Make the Ring Wider LEISYA, PESNYA Vocal-Instrumental Ensemble». Индекс: C 60 — 12057-58, Заказ 337—160 — MADE IN USSR...
В 1982 году вышел диск-гигант «Сегодня и вчера», на котором записано только две песни новым составом ансамбля — «Танцевальный час» муз. В. Кретов — сл. Б. Салибов и «Ожидание» муз. И. Словесник — сл. Г. Борисов. Остальные семь песен были записаны значительно раньше в период 1976—1980 года артистами «золотого» состава ВИА «Лейся, песня», некоторые из них нигде ранее не издавались....
В 1982 году худрук Виталий Кретов переводит группу «Лейся, песня» в Кемеровскую областную филармонию, в которой под его руководством группа «Лейся, песня» просуществовала до 1985 года. В этот период группа «Лейся, песня» новым составом музыкантов записала и выпустила на фирме «Мелодия» одну пластинку миньон с названием «Радио лучше всего». На пластинке записаны три песни: «Радио — лучше всего» (муз. В. Матецкий — сл. И. Шаферан), «Время зовёт» (муз. В. Семёнов — сл. В. Дюнин) и «Рядом со мной» (муз. В. Матецкий — сл. В. Сауткин.).
В 1985 году за не сданную худсовету программу на основании приказа Министерства культуры РСФСР № 361 от 25.07.84 «О мерах по упорядочению деятельности в вокально-инструментальных ансамблях, повышению идейно-художественного уровня их репертуара» ВИА «Лейся, песня» был расформирован.
— Мы сдали программу, всё чин-чинарём. Отработали профессионально. Перед нами Саша Барыкин сдавал программу. Потом совещание и нас обоих, и Барыкина и «Лейся, песню» «зарубили».Николай Расторгуев — «Парень с нашего двора». Сюжет о ВИА «Лейся, песня» от 18.02.2017 г..
По другой версии, деятельность ВИА была приостановлена приказом руководства Кемеровской филармонии.
— Наша творческая жизнь в ВИА была очень яркой и насыщенной. Но в 1985 году все рухнуло. Играть музыку в стиле рок было запрещено. Мы выступили в таком стиле в Лужниках. Из-за этого через неделю нам объявили о роспуске коллектива. И коллектив „Лейся, песня“ расформировали.Валентин Мастиков — артист ВИА «Лейся, песня» (1976-1985гг.).
В 1990—2000 годы появилось несколько коллективов с названием «Лейся, песня», исполнявших песни из репертуара, созданного в 1974—1980 годах вокально-инструментальным ансамблем «Лейся, песня». Однако музыкантов, исполнивших и записавших эти песни, в них уже не было.
В 2000-х годах была предпринята попытка монополизировать название вокально-инструментального ансамбля «Лейся, песня» Филаткиным Александром Анатольевичем. Суд по интеллектуальным правам защитил артистов и популярное название ВИА «Лейся, песня» от посягательств на монополию. Такое решение поддержал Верховный суд России. Неоднократные попытки опротестовать в Верховном Суде Российской Федерации, а также Конституционном суде Российской Федерации решения Арбитражных судов закончились безуспешно.

## Стиль
С 1975 по 1980 год, когда руководителями ансамбля были Валерий Селезнёв и Михаил Шуфутинский, коллектив работал в стиле советской популярной песни. С приходом Виталия Кретова в ансамбль, музыканты начали работать в стиле, который он определил как «новая волна».

Наш ансамбль выступает в стиле «новой волны». Это стиль, который остался после ухода «диско». Для него характерна разнообразная ритмическая основа: и диско, и рок-н-ролл с подключением афро-кубинских стилей, и какой-то элемент есть от рок-музыки.
К рок-музыке я отношусь положительно. Это одна из разновидностей музыки, её любят все. Мы не склонны к хард-року. Он дает меньше возможности для зрелищной постановки. Хотя молодёжь любит покричать, посвистеть под хард-рок. У нас есть две песни такого рода, мы их в начале концерта играем.
Виталий Кретов

Мы пытались как-то сохранить «Лейся, песня», поскольку надеялись, что вот эта смена стиля ансамбля приведёт к чему-то интересному. Нам стало нравится то, чем мы занимались: из «Песни» стала получаться шоу-группа а-ля Village People. Мы там прыгали, скакали, рок-н-ролл нарезали со страшной силой. Было, конечно, противоречие между названием и тем, что мы делали: ну да Бог с ним, считали. А в 1985 году, когда начались памятные для всех музыкантов худсоветы, нас зарубили, не сдали мы просмотр, как, впрочем, и масса других команд.
Валерий Кипелов

## Участники
Коллектив вокально-инструментального ансамбля «Лейся, песня» в 1974—1985 годах:
- Валерий Селезнёв (основатель и 1-й худ. рук., гитара) (1974—1976)
- Михаил Шуфутинский (2-й худ. рук., клавишные) (1976—1980)
- Виталий Кретов (Кретюк) — (3-й худ.рук., клавишные) (1980—1984)
- Юрий Захаров (основатель и бас-гитарист) (1974—1980)
- Владислав Андрианов (вокал) (1974—1980)
- Вячеслав Улановский (саксофон-тенор) (1974—1975)
- Владимир Скрипцов (ударные) (1974—1975)
- Владимир Заседателев (ударные) (1974—1976)
- Игорь Иванов (вокал) (1974—1975)
- Сергей Левиновский (саксофон, флейта, гобой) (1974—1975)
- Владимир Калмыков(труба) (1975—1981)
- Сергей Кукушкин (вокал)(1975)
- Людмила Пономарёва (вокал) (1975)
- Евгений Поздышев (труба) (1975—1977)
- Станислав Вавилов (вокал) (1976—1977)
- Александр Воронов (вокал) (1976—1977)
- Анатолий Куликов (тромбон) (1976—1977)
- Валентин Мастиков (саксофон, флейта) (1976—1984)
- Евгений Смыслов (гитара) (1976—1977)
- Элла Федулова (1976—1977)
- Сергей Бурченков (1976)
- Владимир Ефименко (вокал) (1977—1980)
- Марина Школьник (вокал) (1977—1984)
- Максим Капитановский (ударные) (1977—1984)
- Анатолий Мешаев (тромбон) (1978—1981)
- Виктор Горбунов (труба) (1978—1981)
- Юрий Иванов (гитара, флейта) (1978—1980)
- Борис Платонов (вокал) (1978—1984)
- Дмитрий Закон (клавишные) (1981—1984)
- Валерий Кипелов (вокал) (1981—1984)
- Николай Расторгуев (вокал) (1981—1984)
- Александр Юдов (Клавишные)
- Сергей Черняков (ударные)
- Владимир Архипов (вокал)
- Алексей Милославский (гитара)
- Борис Мирмов (тромбон)
- Виталий Ванчугов (саксофон)
- Леонид Смилянский (бас-гитара)
- Юрий Рыманов (гитара, вокал)
- Александр Акинин (ударные).

Администратором ансамбля являлся Михаил Плоткин в 1974—1975 годах.

## Награды и премии
- Лауреаты премии «Ленинского Комсомола Кузбасса»
- Лауреаты I-й премии «II-го Всероссийского конкурса исполнителей советской песни „Сочи-78“[63]».(художественный руководитель Михаил Шуфутинский)

## Творчество

### Дискография
Грампластинки (винил)
Вокально-инструментальный ансамбль «Лейся, песня» в 1975—1985 годах записал песни на фирме «Мелодия».
- 1975 — Песни «Прощай», «Люблю тебя», «Последнее письмо» — (миньон).[65].[66].
- 1975 — Песни «Ласточка», «Приходи», «Я уеду в Зурбаган», «Звёздные командировки» — (миньон).[67].[68].
- 1975 — «Песни Давида Тухманова» — (миньон).[69].[70].
- 1976 — песни «Стучит дождь», «Ты других не лучше», «Кто тебе сказал» — (миньон).[71].[72].
- 1978 — Песни «Наше лето», «Я вижу тебя», «Вот увидишь», «Нам с тобою по пути» — (миньон).[73].[74].
- 1978 — Песни «Где же ты была», «Есть на севере хороший городок», «Самая красивая» — (миньон).[75].[76].
- 1979 — Песни «Около дома», «Ты не забудешь обо мне», «Шире круг», «Белка в колесе» — (миньон).[77].[78].
- 1979 — «Шире круг» — (диск-гигант).[41].[42].
- 1980 — Песни «Давайте праздновать любовь», «Уравнение любви», «Зелёные глаза», «Не отвечай» — (миньон).[79].[80].
- 1980 — «Make the Ring Wider LEISYA, PESNYA Vocal-Instrumental Ensemble». C 60 — 12057-58 — (диск-гигант).[43].[44].
- 1982 — «Танцевальный час» — (миньон).[81].[82].
- 1982 — «Сегодня и вчера» — (диск-гигант).[83].[84].
- 1983 — «Радио — лучше всего» — (миньон).[85].[86].

Компакт-диски
- 1996 — «Песни Вячеслава Добрынина» (CD)

### Песни
В алфавитном порядке песни, исполненные ВИА «Лейся, песня» в 1974—1985 годах
- «Андрей Петрович» (муз. В. Добрынин — сл. М. Шабров)
- «Ах, глаза» (муз. В. Комаров — сл. Н. Янина)
- «Баллада о партбилете» (муз. В. Комаров — сл. Ю. Гусинский)
- «Белка в колесе» (муз. В. Кретов — сл. Л. Дербенёв, И. Шаферан)
- «Белая черёмуха» (муз. В. Добрынин — сл. А. Жигарев) — исп. А. Герман и ВИА «Лейся, песня»
- «В борьбе обретённая истина» (муз. В. Комаров — сл. О. Писаржевская, А. Монастырёв)
- «Вечной дружбы огонь» (муз. А. Днепров — сл. В. Харитонов)
- «Время зовёт» (муз. В. Семёнов — сл. В. Дюнин)
- «Вечер» (муз. В. Добрынин — сл. А. Хайт) — исп. В. Андрианов, В. Ефименко, М. Школьник
- «Вот увидишь» (муз. В. Добрынин — сл. И. Шаферан) — исп. В. Андрианов, В. Ефименко, М. Школьник
- «Всё не так» (муз. В. Добрынин — сл. С. Островой) — исп. Владимир Ефименко, Марина Школьник, Борис Платонов
- «Всё, что в жизни есть у меня» (муз. В. Добрынин — сл. Л. Дербенёва)
- «Выросли дети» (муз. В. Добрынин — сл. М. Пляцковский)
- «Главные слова» (муз. В. Добрынин — сл. И. Шаферан)
- «Где же ты была» (муз. В. Добрынин — сл. Л. Дербенёв) — исп. В. Андрианов, В. Ефименко, М. Школьник, Б. Платонов
- «Дискотека и флейта» (муз. В. Комаров — сл. Ю. Гусинский)
- «Добрый ветер» (муз. Б. Рычков — сл. И. Шаферан)
- «Давайте праздновать любовь» (муз. В. Добрынин — сл. И. Шаферан) — исп. В. Ефименко, В. Андрианов, М. Школьник
- «Двадцатый век» (муз. В. Добрынин — сл. Л. Дербенёв, И. Шаферан) — исп. Владислав Андрианов, В. Ефименко, М. Школьник, Б. Платонов
- «Двойка за весну» (муз. В. Добрынин — сл. М. Пляцковский) — исп. Борис Платонов, В. Ефименко, М. Школьник
- «День за днём» (муз. В. Добрынин — сл. Л. Дербенёв) — исп. В. Ефименко, М. Школьник, Б. Платонов.
- «День Победы» (муз. Д. Тухманов — сл. В. Харитонов)
- «Если есть любовь» (муз. Е. Мартынов — сл. М. Пляцковский)
- «Есть на севере хороший городок» (муз. Т. Хренников — сл. В. Гусев) — исп. В. Ефименко, М. Школьник, Б. Платонов
- «Звёздные командировки» (муз. Е. Птичкин — сл. М. Пляцковский)
- «Зачем переживаешь» (муз. В. Добрынин — сл. Ю. Бодров) — исп. В. Ефименко, М. Школьник, Б. Платонов
- «Здравствуй, Павка Корчагин» (муз. В. Комаров — сл. Ю. Гусинский)
- «Зелёные глаза» (муз. В. Добрынин — сл. В. Гин) — исп. В. Андрианов, В. Ефименко, М. Школьник
- «История с географией» (муз. В. Шаинский — сл. Б. Салибов) — исп. М. Школьник, В. Ефименко
- «Качается вагон» (муз. В. Добрынин — сл. И. Шаферан) — исп. В. Андрианов, В. Ефименко , Б. Платонов, М. Школьник
- «Конопатая девчонка» (муз. Б. Савельев — сл. М. Пляцковский) — исп. В. Андрианов, В. Ефименко, М. Школьник
- «Кто тебе сказал» (муз. В. Добрынин — сл. Л. Дербенёв) — исп. И. Иванов, В. Андрианов
- «Ласточка» (муз. С. Березин — сл. И. Шаферан)
- «Люблю тебя» (муз. Р. Майоров — сл. В. Харитонов)
- «Мамины глаза» (муз. Е. Мартынов — сл. М. Пляцковский)
- «Нам с тобою по пути» (муз. Р. Майоров — сл. Д. Усманов) — исп. В. Андрианов
- «Наше лето» (муз. Б. Рычков — сл. Л. Дербенёв) — исп. В. Андрианов, В. Ефименко, М. Школьник, Б. Платонов
- «Не знаю, что и думать» (муз. Д. Тухманов — сл. В. Харитонов) — исп. В. Селезнёв и А. Пузырёв
- «Не могу без тебя» (муз. В. Добрынин — сл. С. Островой)
- «Не может быть» (муз. В. Добрынин — сл. М. Пляцковский)
- «Не надейся» (муз. Е. Мартынов — сл. М. Пляцковский)
- «Не отвечай» (муз. В. Кретов — сл. М. Пляцковский)
- «Никогда не пойму» (муз. В. Добрынин — сл. Л. Дербенёв)
- «Обручальное кольцо» (муз. В. Шаинский — сл. М. Рябинин) — исп. В. Ефименко, М. Школьник
- «Объяснить невозможно» (муз. Д. Тухманов — сл. И. Кохановский) — исп. В. Андрианов
- «Ожидание» (муз. И. Словесник — сл. Г. Борисов)
- «Около дома» (муз. И. Якушенко — сл. Я. Гальперин) — исп. В. Андрианов, В. Ефименко, М. Школьник, Б. Платонов
- «Опоздать однажды»	(муз. В. Матецкий — сл. И. Кохановский)
- «Приходи» (муз. В. Чернышев — сл. О. Писаржевская, А. Монастырев)
- «Перемены» (муз. В. Комаров — сл. М. Пляцковский)
- «Песенка про сапожника» (муз. Д. Тухманов — сл. В. Харитонов) — исп. И. Иванов
- «Песня началась с людей» (муз. В. Добрынин — сл. С. Островой) — исп. В. Ефименко, М. Школьник, Б. Платонов
- «Последнее письмо» (муз. С. Туликов — сл. М. Пляцковский) — исп. В. Андрианов
- «Плоская планета» (муз. В. Добрынин — сл. Л. Дербенёв)
- «Прощай» (муз. В. Добрынин — сл. Л. Дербенёв) — исп. Игорь Иванов
- «Радио — лучше всего» (муз. В. Матецкий — сл. И. Шаферан)
- «Родная земля» (муз. В. Добрынин — сл. Л. Дербенёв) — исп. В. Ефименко, В. Андрианов, М. Школьник, Б. Платонов
- «Рыжая метелица» (муз. В. Добрынин — сл. М. Пляцковский) — исп. В. Ефименко, М. Школьник, Б. Платонов
- «Рядом со мной» (муз. В. Матецкий — сл. В. Сауткин)
- «Самая красивая» (муз. В. Добрынин — сл. М. Рябинин)
- "Санки	« (муз. В. Мигуля — сл. В. Харитонов)
- „Средний ученик“ (муз. В. Добрынин — сл. И. Шаферан)
- „Стучит дождь“ (муз. Э. Ханок — В. Харитонов)
- „Так песня начинается“ (муз. В. Добрынин — сл. С. Островой)
- „Танго прощенья“ (муз. В. Мигуля — сл. И. Кохановский)
- „Танцевальный час“ (муз. В. Кретов — сл. Б. Салибов)
- „Твои глаза“ (муз. Р. Рычков — сл. Т. Галиева)
- „Тихо иволга поёт“ (муз. В. Комаров — сл. Ю. Гусинский)
- „Троллейбус“ (муз. Б. Рычков — сл. Н. Олев) — исп. В. Андрианов
- „Ты всех нужней“ (муз. В. Добрынин — сл. И. Кохановский) — исп. В. Ефименко, М. Школьник, Б. Платонов
- „Ты других не лучше“ (муз. Е. Птичкин — сл. М. Пляцковский)
- „Ты не забудешь обо мне“ (муз. Д. Тухманов — сл. И. Кохановский) — исп. И. Иванов
- „Уравнение любви“ (муз. Л. Гарин — сл. Н. Олев)
- „Через две зимы“ (муз. В. Шаинский — сл. М. Пляцковский)
- „Чистая речка“ (муз. В. Комаров — сл. Э. Пузырёв)
- „Шире круг“ (муз. В. Добрынин — сл. Л. Дербенёв) — исп. Владислав Андрианов, В. Ефименко, Б. Платонов, М. Школьник
- „Это можешь только ты“ (муз. З. Бинкин — сл. Ю. Каменский) — исп. В. Андрианов
- „Это ты, наша молодость“ (муз. В. Комаров — сл. В. Комаров)
- „Я уеду в Зурбаган“ (муз. Е. Птичкин — сл. М. Пляцковский)
- „Я вижу тебя“ (муз. И. Якушенко — сл. Л. Ошанин) — исп. В. Андрианов
- „Я или он“ (муз. Ю. Незнамов — сл. Н. Олев)
- „Я так и знал“ (муз. В. Добрынин — сл. М. Рябинин) — исп. В. Андрианов, В. Ефименко, М. Школьник
- „Я тороплюсь на свиданье с тайгой“ (муз. В. Комаров — сл. В. Комаров)